# Thomas Sully
Thomas Sully (Horncastle, 19 giugno 1783 – Filadelfia, 5 novembre 1872) è stato un pittore britannico naturalizzato statunitense.

## Biografia
Emigrato negli USA nel 1792, fu allievo di Benjamin West a Londra (1809). Svolse la sua attività per lo più a Philadelphia, ma nel 1837 tornò in patria per dipingere il ritratto di Vittoria d'Inghilterra . È citato per il suo stile pittorico realistico ma sfumato, da Edgar Allan Poe nel suo racconto Il ritratto ovale.